# ای‌وی‌پی‌یو
ای‌وی‌پی‌یو (به انگلیسی: AVPU) سرنام انگلیسی برای چهار واژه هوشیاری، صدا، درد، بدون پاسخ است.
این معیار در کمک‌های اولیه و نیز خدمات آمبولانس به عنوان نخستین و مهمترین معیار سنجش سطح هوشیاری در فرد حادثه‌دیده است.
این اِسکِیل، گونهٔ ساده‌شده مقیاس کمای گلاسکو و با استفاده از چشم، صدا و حرکت امکانپذیر است.

## رایانش
- A برای آلرت یا هوشیاری: بیمار با چشمان باز و بیدار است و به پرسش‌ها پاسخ می‌دهد. پاسخ‌ها مهم نیست غیر دقیق یا نادرست باشند.
- V برای وویس یا صدا: بیمار در پاسخ به پرسش‌ها فقط از صداهای نامفهوم استفاده می‌کند.
- P برای پِین یا درد: بیمار فقط به درد پاسخ می‌دهد. این پاسخ یا با دفع عامل درد همراه است یا فقط با کشش و انبساط در اعضا همراه است.
- U برای آنرسپانسیو یا بدون پاسخ: بیمار بدون هرگونه پاسخ به صدا و درد است.

## کاربرد
| مقیاس                                            | بیمار           | وضعیت                 |
| ------------------------------------------------ | --------------- | --------------------- |
| ۱                                                | هوشیار          | اجرای فرامین پیچیده   |
| ۲                                                | هوشیار          | اجرای فرامین ساده     |
| ۳                                                | خواب‌آلود        | با صدا بیدار می‌شود    |
| ۴                                                | منگ و تخدیر شده | با درد بیدار می‌شود    |
| ۵                                                | کمای سبک        | سلامت ساقه مغز        |
| ۶                                                | کمای عمیق       | احتمال تخریب ساقه مغز |
| در ای‌وی‌پی‌یو ۵ و ۶ باید اقدام به تراشه‌گذاری نمود. |                 |                       |